# Marcos Uzal
Marcos Uzal, né en 1973 à Madrid, est un critique de cinéma, réalisateur et directeur de collection français.

## Parcours
Marcos Uzal écrit pour Trafic, revue dont il est membre du comité de rédaction. Il a également collaboré à Cinéma et Vertigo (dont il a été l'un des rédacteurs en chef). Il dirige la collection « Côté films », aux éditions Yellow Now. 
Depuis 2010, il est membre du jury du prix Jean-Vigo. 
Il a réalisé quatre courts-métrages.
À la suite du rachat des Cahiers du cinéma par des personnalités du monde des affaires et des producteurs de cinéma, et du départ collectif de la rédaction précédente en protestation, il est nommé rédacteur en chef de la revue le 11 mai 2020.

## Ouvrages
- Pour João César Monteiro, collectif dirigé par Fabrice Revault d'Allonnes, Yellow Now, 2004
- Vaudou de Jacques Tourneur, Yellow Now, coll. « Côté films », 2006
- Tod Browning, fameux inconnu, collectif dirigé avec Pascale Risterucci, Cinémaction, n° 125, éditions Corlet, 2007
- Jerzy Skolimowski - Signes particuliers, collectif dirigé avec Jacques Déniel et Alain Keit, Yellow Now, coll. « Côté cinéma », 2013
- Guy Gilles - Un cinéaste au fil du temps, collectif dirigé avec Gaël Lépingle, Yellow Now, coll. « Côté cinéma », 2014

## Filmographie

### Courts-métrages
- 1993 : Le Taxidermiste
- 1994 : La Ville des chiens
- 1998 : Ici-bas

### Clips
- 2010 : La Logique des relations de Like billy-ho.
- 2012 : Flute Song de Athanase Granson
- 2013 : So Long Rickie de Athanase Granson